# اژدها (صورت فلکی)
اژدها یا گوزهر، هَشتَنبَر یک صورت فلکی در نیمکره شمالی آسمان است. مساحت صورت فلکی اژدها ۱۰۸۳ درجه مربع است.

## افسانه
نام اژدها به عنوان یک صورت فلکی، نماینده تمامی مطالب اساطیری از تیامات سومری‌ها تاهیولایی که به وسیله سنت جورج کشته شد بیان می‌گردد. طرح موجی شکل ستارگان این صورت فلکی بدون شک یادآور اژدها ست. صورت فلکی اژدها در آسمان به دور قطب شمال سماوی می‌پیچد.

## ستاره‌ها
آلفای اژدها یا ثُعبان (مار) امروزه دیگر چندان اهمیتی ندارد، اما زمانی که عنوان ستاره قطبی برای مصریان را داشته این افراد ساخت نیایشگاه‌های خود را با ثعبان در آسمان توجیه می‌کردند. طیف آن از نوع A0 III، قدرش ۳٫۷ و فاصله اش تا زمین ۲۳۰ سال نوری است. ستارهٔ بتای آن به نام رأس الثعبان (سر مار) دارای طیف G2 II، با قدر ۲٫۸ و فاصله ۴۹۰ سال نوری است.
ستاره‌های این پیکر آسمانی که نام‌های قدیمی دارند عبارتند از: گَوزَهَر، کتو، ثعبان (مار)، ذیخ (کفتار)، ذئبان (دو گرگ)، ذِبه (کفتارها)، بطن‌الثعبان (شکم مار) شمالی و جنوبی، تیل، راقص (چشمک‌زن)، تَیس (شاهمار)، گرومیوم، کوما، رأس‌الثعبان (سر مار)، رأس‌التنین (سر اژدها).

## اجرام عمقی آسمان
NGC۶۵۴۳: یک سحابی سیاره‌ای با قدر ۸ و درازای ۲۲ دقیقه قوسی است. در صورت فلکی اژدها تعداد زیادی کهکشان وجود دارد که اکثر آن‌ها کم فروغ و ضعیف تر از قدر دهم‌اند.